# Keith Jarrett
Keith Jarrett (Allentown, Pennsylvania, 1945. május 8. –) amerikai dzsesszzongorista.

## Pályafutása
Jarrett anyja (Kuzma Irma) magyarországi szlovén családból származott, a mai Muravidékről.
Muzikális családban nőtt fel, háromévesen kezdett zongorázni. Jóval tízéves kora előtt profiként turnézott, klasszikus zenét és saját kompozícióit adta elő. A hatvanas évek elején a Berklee College of Musicon tanult, majd hamarosan saját kisegyüttesét vezette.
1955-56-ban négy hónapot Art Blakey együttesében játszott, majd megelégelve a kimerítő utazásokat és a szervezetlenségeket, kilépett.
1966-ban csatlakozott Charles Lloyd kvartettjéhez, amellyel neve nemzetközileg is elismert lett.
1970-ben csatlakozott Miles Davishez, ahol egy darabig orgonált, majd elektromos zongorára váltott. Több Davis lemezen közreműködik (pl.:"Miles Davis At Fillmore", "Live Evil"). Valószínűleg ő az egyetlen, kivételes muzsikus, akinek játékán nem hagyott mély nyomot a Davisszel való együttműködés. Ez idő alatt saját neve alatt is készített felvételeket, ahol Charlie Haden, Dewey Redman és mások voltak a partnerei.
1971-ben kilépett Davis zenekarából, és visszatért az akusztikus zongorához. Az ebben az évben megjelent "Facing You" című lemeze jelentős visszhangra talált.
Jarrett nemcsak saját zenéje tekintetében lett jelentős, hanem a kortárs jazzben és részben az ECM Records fejlődésében is.
1974-ben két kvartettel dolgozott: egy európaival – Jan Garbarek (szaxofon), Palle Danielsson (bőgő), Jon Christensen (dob) – és egy amerikaival – Dewey Redman (szaxofon), Charlie Haden (bőgő), Paul Motain (dob).
Jarrett sajátos szólózongorista stílust alakított ki. Figyelemre méltó improvizációs adottságait különösen a szólókoncertjein használta ki, ahol két darab egy estét is kitölthetett.
A kulcsfontosságú, sarokkövet jelentő 1975-ös "The Köln Concert" lemezét európai turnéja alatt vették fel. Ez lett a legnagyobb példányszámban eladott műve. A koncert létrejöttéről 2025-ben Ido Fluk amerikai–izraeli rendező Köln 75 címmel német–lengyel–belga mozifilmet készített.
Jarrett az idők során egyre közelebb került a klasszikus zenéhez, amit leginkább a szólókoncertjeinek felvételein lehet hallani.
1983-tól ismét zenekarral is dolgozott: Gary Peacock bőgőssel és Jack DeJohnette dobossal, akikkel több lemezt készített.
1985-ben egy japán turné után Jarrett művészeti szempontból válságba került, a szellemi és fizikai erőfeszítések valamint családi problémái miatt idegösszeomlást kapott. A mély depresszióból végül saját maga találta meg a kiutat: felkapta a fuvoláját, stúdióba vonult, és miközben játszott úgy érezte, teljes egészében kicserélődik. Ebből a zenei anyagból született a "Spirits" című lemez.
A felépülést követően ismét folyamatos koncertezések következtek mind szólóban, mind a trióval.
1996-ban egy állandó levertséget és fáradtságot okozó baktérium támadta meg, emiatt két és fél éven keresztül ki kellett hagynia a nyilvános szerepléseket.
1998-ban készítette pályafutásának egyik legkiemelkedőbb alkotását a "The Melody at Night With You" címmel.
Jarrett a dzsessz történetének legnagyobb rögtönzője. Kitűnően ötvözi a klasszikus zene és a dzsesszzongorázás nagy egyéniségeinek játékát. Jarrett minden zenét befogad és egyesít, amit saját világán átszűrve ad vissza. Nem véletlen, hogy nemcsak zenészberkekben és dzsessz-szerető közönség körében népszerű, hanem a lemezpiacon is sikeres.